# Opéra national des Pays-Bas
Pour les articles homonymes, voir DNO.
L'Opéra national des Pays-Bas (De Nederlandse Opera ou DNO en néerlandais) est une compagnie d'opéra néerlandaise basée à Amsterdam, aux Pays-Bas. Elle se situe dans le Muziektheater, un bâtiment moderne conçu par l'architecte Cees Dam et inauguré en 1986.

## Histoire
Le DNO est créé peu de temps après la fin de la Seconde Guerre mondiale, sous la forme d'une compagnie de répertoire reposant sur une compagnie permanente. Dans la période qui suivit la guerre, elle se produit dans tous les Pays-Bas à partir de leur base située au Stadsschouwburg, construit sur Leidseplein à la fin du XIXe siècle. En 1964, la troupe est renommée De Nederlandse Operastichting (Fondation de l'Opéra des Pays-Bas). La compagnie adopte un mode de fonctionnement saisonnier en invitant différents solistes et équipes artistiques à chaque nouvelle production. En 1986, la compagnie déménage pour le Muziektheater, qu'elle partage avec le Ballet national des Pays-Bas, avant de prendre le nom de De Nederlandse Opera (DNO).

## Chefs d'orchestre
- Hans Vonk (1976-1985)
- Hartmut Haenchen (1986-1999)
- Edo de Waart (1999-2004)
- Ingo Metzmacher (2005-2008)
- Marc Albrecht (2011-2020)
- Lorenzo Viotti (depuis 2021[1])

## Distinctions
- International Opera Award dans la catégorie « compagnie d'opéra » (2016)[2].